# シトロネロール
シトロネロール (citronellol) またはジヒドロゲラニオール (dihydrogeraniol) は、天然のモノテルペノイドである。(+)-シトロネロールはシトロネラソウ (Cymbopogon nardus) に含まれるシトロネラ油の50%を占める一般的な異性体である。(−)-シトロネロールはバラやペラルゴニウムの精油で見られる。ゲラニオールの水素化によって合成される。消防法による第4類危険物 第3石油類に該当する。

## 用途
シトロネロールは香水や防虫剤、またはダニの誘因に利用される。ローズオキシドの原料にもなる。アメリカ食品医薬品局(FDA)は食品への使用についてシトロネロールをGRASとしている。シトロネロールは人によっては過敏症を引き起こす可能性があるため香水としての使用に制限が設けられることがあるが、アレルギー反応をどの程度の可能性で起こるかは議論中である。